# Knud Merrild
Knud Merrild Nielsen (født 10. maj 1894 i Selling, Ødum Sogn, død 31. december 1954 i København) var en dansk maler, billedhugger og keramiker.
Merrild arbejdede med keramik hos pottemager Eifrig i Valby. Han var med i kredsen omkring Klingen og ven med Vilhelm Lundstrøm. Han udvandrede til USA 1921, her havde han ophold flere steder blandt andet hos D.H. Lawrence i Taos, New Mexico 1922-23; og med fast bosat i Los Angeles fra 1927; rejste tilbage til Danmark 1954.
Merrild deltog i kunstkonkurrencerne ved de olympiske lege i 1924 og 1932.